# Ibn al-ʿArabī al-Maʿāfirī

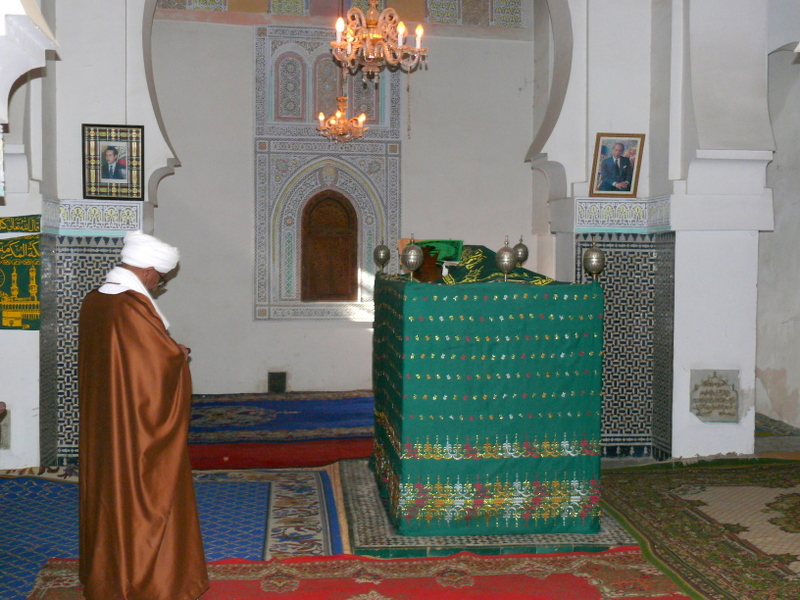
Das Grab von Ibn al-'Arabi; Innenansicht

Ibn al-ʿArabī al-Maʿāfirī (arabisch ابن العربي المعافري, DMG Ibn al-ʿArabī al-Maʿāfirī), auch bekannt als Abū Bakr ibn al-ʿArabī (أبو بكر بن العربي / Abū Bakr b. al-ʿArabī), Nasab محمد بن عبد الله بن محمد / Muḥammad b. ʿAbdallāh b. Muḥammad, Nisba الإشبيلي / al-Išbīlī (* 1076 in Sevilla; † 1148 in Fès) war ein malikitischer Rechtsgelehrter und islamischer Theologe andalusischen Ursprungs.

## Leben
Eine detaillierte Biographie über ihn verfasste sein Zeitgenosse ʿIyād ibn Mūsā, der berühmte malikitische Gelehrte und Qādī von Sabta (gest. 1149). Er studierte zunächst in seiner Heimatstadt Sevilla (arabisch: Ischbīlīya / إشبيلية / Išbīlīya), dann bei namhaften Gelehrten in Córdoba. Mit seinem Vater reiste er nach dem Orient und studierte in Syrien, Bagdad, wo er an den Vorlesungen von al-Ghazālī teilnahm, ferner in Mekka und Ägypten.

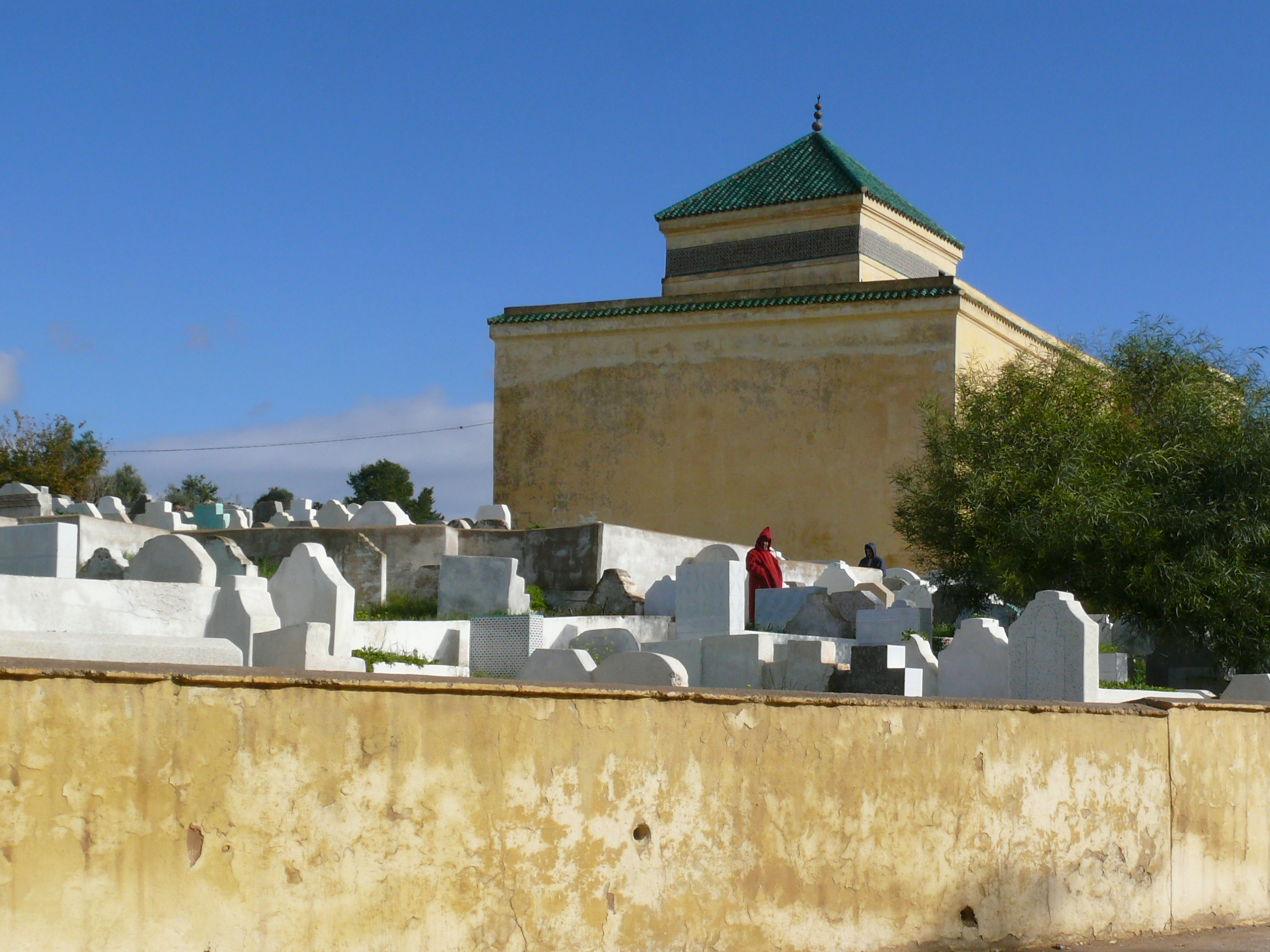
Die Grabanlage von Ibn al-ʿArabī in Fès

Nach dem Tod seines Vaters 1099–1100 in Alexandria – gemäß adh-Dhahabī in seiner Gelehrtenbiographie in Jerusalem – kehrte er in sein heimatliches Sevilla zurück, wo er einige Zeit das Amt des Ober-Qādīs bekleidete und einen großen Schülerkreis hatte, zu denen auch Ibn Baschkuwāl gehörte. Die Studenten des Fiqh beendeten ihre Juristenausbildung mit der Lektüre einer der bekanntesten Rechtsfallsammlungen andalusischer Provenienz, al-Aḥkām al-kubrā von ʿĪsā ibn Sahl (gest. 1093), dem Qādī von Córdoba. In seinem Amt als Richter war Ibn al-ʿArabī sehr gefürchtet, weil er rigoros gegen Missetäter vorging. Wie er selbst in seinem Werk al-ʿAwāṣim min al-qawāṣim berichtet, sollen sich eines Tages aufgrund seiner harten Urteile verschiedene Rechtsbrecher zusammengerottet und ihn in seinem Haus belagert haben. Nach einer Überlieferung, die al-Maqqarī in seinem Geschichtswerk Nafḥ aṭ-ṭīb anführt, war es Ibn al-ʿArabīs Rigorosität, die schließlich auch zu seiner Entlassung aus dem Richteramt führte. Die Entlassung erfolgte demzufolge, nachdem er dem Spieler eines Blasinstruments die Kinnbacken hatte durchbohren lassen. Nach der Eroberung von Sevilla durch die Almohaden wurde Ibn al-ʿArabī nach Marrakesch verbannt, wo er ein Jahr im Gefängnis saß. Auf seinem Weg von Marrakesch nach Fès verstarb er im September 1148.
Er ist außerhalb der Stadtmauer am Bāb al-Mahrūq von Fès beigesetzt worden. Sein Grab ist heute noch ein beliebter Wallfahrtsort und der gesamte Friedhof ein begehrter Bestattungsort in der Gegenwart.

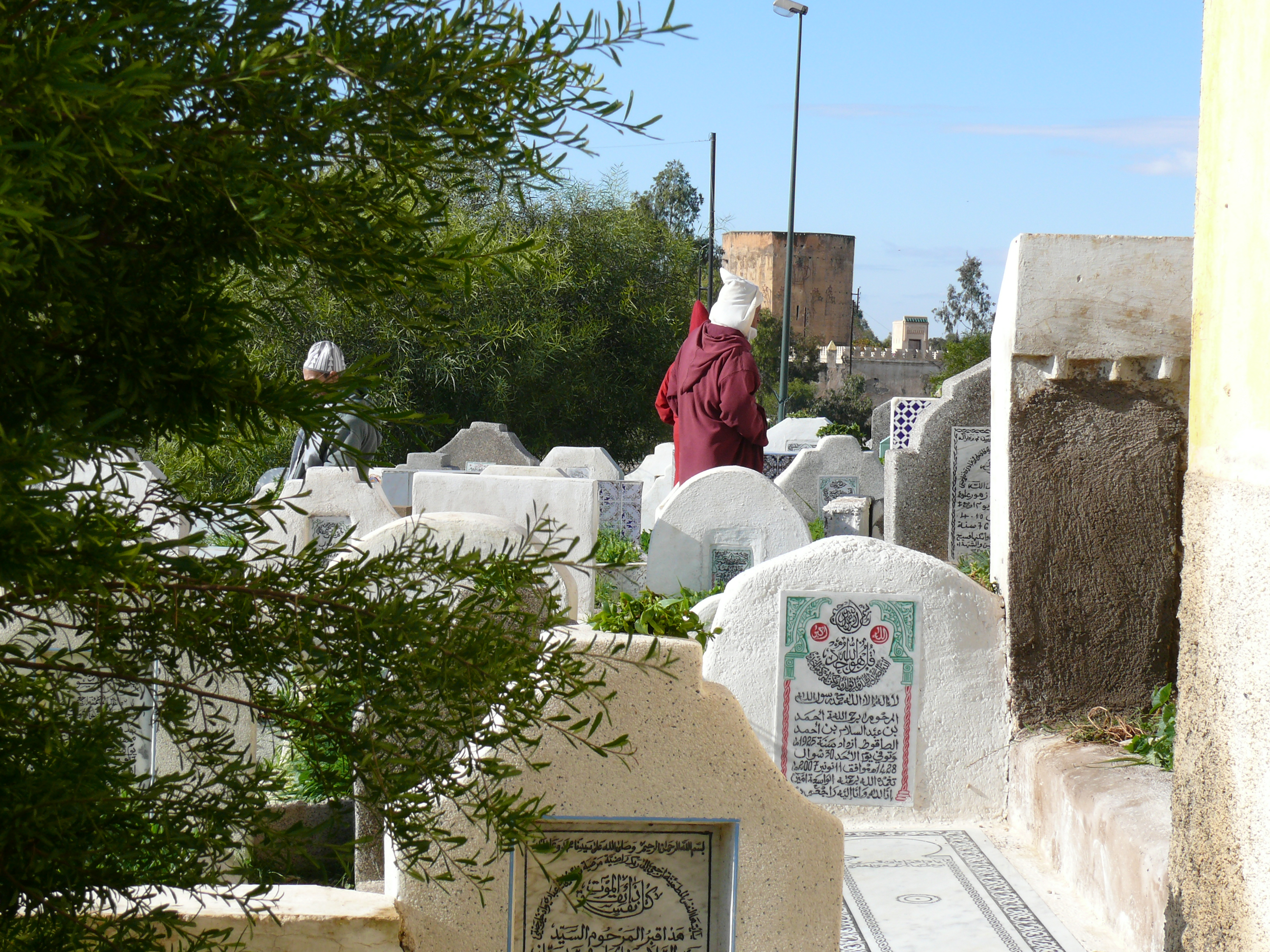
Zeitgenössische Gräber in der Nähe des Grabes von Ibn al-ʿArabī

Von seinen ausgedehnten Studienreisen brachte Ibn al-ʿArabī rund 50 Werke auf dem Gebiet des Hadith, Fiqh und der islamischen Geschichtsschreibung nach Sevilla mit und unterrichtete sie in seiner Heimatstadt. Seine Zeitgenossen schätzten ihn als glaubwürdigen Gelehrten; nur Ibn Hadschar al-ʿAsqalānī bezeichnete ihn als „schwachen“ (daʿīf) Traditionarier. Er war wohlhabend und ließ die Stadtmauer von Sevilla, so adh-Dhahabī, auf seine Kosten neu errichten.

## Werke
Ibn al-ʿArabī verfasste mehrere Werke auf dem Gebiet des Fiqh, der Koranexegese, des Hadith, der Theologie und Mystik, die heute nur zum Teil erhalten sind. In den andalusischen Gelehrtenbiographien werden 88 Werktitel aufgezählt. Seine Schriften sind grundlegende Quellen der malikitischen Rechtsschule. Einige von ihnen zitiert er in seinem Kommentar zum Muwattaʾ.
- Ahkām al-Koran أحكام القرآن / Aḥkām al-Qurʾān / ‚Die Rechtsvorschriften des Koran‘ ist keine Koranexegese im klassischen Sinne, sondern die Zusammenfassung und Erläuterung derjenigen Koranverse, die in der islamischen Jurisprudenz malikitischer Prägung allgemeine Gültigkeit haben. Auf Wunsch von Mulai Abd al-Hafiz, dem Sultan der Alawiden in Marokko, ist das Werk durch seine Finanzierung erstmals im Jahre 1912 in Kairo erschienen. Eine weitere, aber nur teilweise verbesserte Auflage folgte im Jahr 1958 in Kairo und 1972 in Beirut. Die vollständige Einleitung zum Werk ist nach bisher unbekannten Handschriften erst im Jahre 2011 erschienen.[10]

- An-Nāsich wal-mansūch الناسخ والمنسوخ / an-nāsiḫ wa-ʾl-mansūḫ / ‚Das Abrogierende und das Abrogierte‘ behandelt diejenigen Koranverse, die nach Meinung der Traditionarier und Koranexegeten durch andere Verse des Korans in ihrer juristischen oder theologischen Gültigkeit aufgehoben bzw. eingeschränkt sind. Das Werk ist erst 1988 im Druck erschienen.[11]

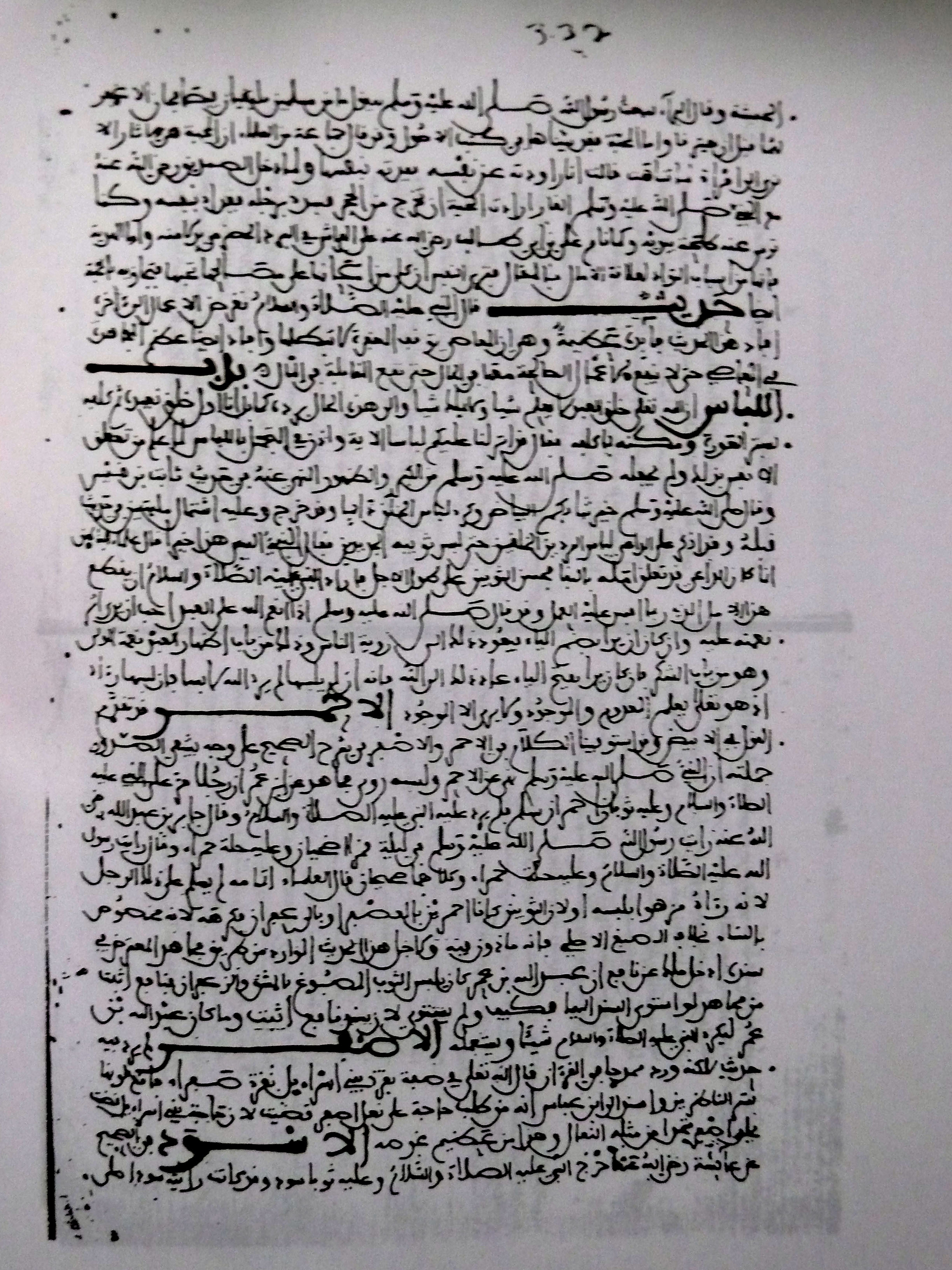
Eine Seite aus dem K. Al-Qabas in andalusischem Duktus; 12. Jahrhundert

- Qānūn at-taʾwīl fī-t-tafsīr قانون التأويل في التفسير / ‚Das Gesetz der Interpretation in der Koranexegese‘ ist in Handschriften in Kairo erhalten.[12]

- Al-Masālik fī scharh Muwattaʾ Mālik المسالك في شرح موطأ مالك / al-masālik fī šarḥ Muwaṭṭaʾ Mālik / ‚Methoden zur Erläuterung des Muwatta' von Malik‘. Dieser Kommentar zum Muwatta' des Mālik ibn Anas ist in zwei Bänden in einer marokkanischen Handschriftenbibliothek erhalten.[13]

- Al-Qabas fī Scharh Muwattaʾ Ibn Anas القبس في شرح موطأ ابن أنس / al-Qabas fī šarḥ Muwaṭṭaʾ Ibn Anas / ‚Bearbeitung der Erläuterung des Muwattaʾ von (Mālik) ibn Anas‘ ist ebenfalls ein Kommentar zum Muwattaʾ, in dem der Verfasser die im Grundwerk überlieferten Hadithe inhaltlich erläutert und oft auf die Lehren anderer Rechtsschulen, zu denen er auf seiner Studienreise Kontakt hatte, zurückgreift. Das Werk liegt seit 1998 im Druck vor.[14]